# 東京都市大学塩尻高等学校
東京都市大学塩尻高等学校（とうきょうとしだいがくしおじりこうとうがっこう、英: Tokyo City University Shiojiri High School；TCUS）は、長野県塩尻市広丘高出に所在する私立高等学校。東京都市大学の附属学校で、学校法人五島育英会が運営を行っている。

## 概要
2009年4月、武蔵工業大学が東横学園女子短期大学との統合に伴い東京都市大学へ改称されたのに伴い、東京都市大学塩尻高等学校に名称が変更された。建学の精神「情操豊かな教養人としての人材の育成」

## 沿革
- 1956年5月8日 - 信州電波専門学校として開校。専門部、高等部、短期養成コース（テレビ、ラジオ科）を設置。
- 1958年4月1日 - 武蔵工業大学付属目黒高等無線学校信州分校に改称。
- 1961年4月15日 - 武蔵工業大学付属信州工業高等学校となる。精密機械科、電子科を設置。
- 1967年4月1日 - 自動車科、電気科を設置。
- 1978年4月1日 - 普通科を設置、電子科（女子）を電子家庭科に転科。
- 2000年4月1日 - 電子家庭科募集停止、情報マルチメディア科を設置。
- 2001年4月1日 - 武蔵工業大学第二高等学校に改称。精密機械科をメカテック科に、電子科を情報通信科に、電気科を情報電気科にそれぞれ転科。
- 2006年10月27日 - 創立50周年記念式典およびクラブ研修棟（ムサシコミュニティホール）竣工式挙行
- 2007年4月1日 - メカテック科、情報通信科、情報電気科を統合して総合工学科に転科。
- 2009年4月1日 - 武蔵工業大学の東京都市大学への改称に合わせて、東京都市大学塩尻高等学校に改称。

## 校章
- 3枚の柏の葉の中に「TCU」の文字。

## 部活動
野球部やサッカー部、女子バレーボール部は強化部に、ソフトテニス部やラグビー部は準強化部に指定されている。
- サッカー部
  - 2009年、第87回全国高等学校サッカー選手権大会に武蔵工業大学第二高校時代に初出場
  - 2012年、第90回全国高等学校サッカー選手権大会に出場
  - 2014年、第93回全国高等学校サッカー選手権大会に出場
  - 2015年、第94回全国高等学校サッカー選手権大会に出場
  - 2018年、第97回全国高等学校サッカー選手権大会に出場
  - インターハイ6回出場

- 野球部
  - 2011年、第93回全国高等学校野球選手権大会に初出場

- 女子バレーボール部
  - 2012年、第64回全日本バレーボール高等学校選手権大会に初出場
  - 2013年、第65回全日本バレーボール高等学校選手権大会に出場
  - 2014年、第66回全日本バレーボール高等学校選手権大会に出場　全国3位
  - 2014年、平成26年度天皇杯・皇后杯全日本バレーボール選手権大会ファイナルラウンドに出場
  - 2015年、第67回全日本バレーボール高等学校選手権大会に出場
  - 2016年、第68回全日本バレーボール高等学校選手権大会に出場
  - 2019年、第71回全日本バレーボール高等学校選手権大会に出場
  - 2020年、第72回全日本バレーボール高等学校選手権大会に出場
  - 2021年、第73回全日本バレーボール高等学校選手権大会に出場
  - 2022年、第74回全日本バレーボール高等学校選手権大会に出場
  - 2023年、第75回全日本バレーボール高等学校選手権大会に出場
  - 2024年、第76回全日本バレーボール高等学校選手権大会に出場
  - 2025年、第77回全日本バレーボール高等学校選手権大会に出場
  - インターハイ11回出場（2023年準優勝）

- 空手道部
  - 2004年-2008年、インターハイ4年連続出場
  - 2002年-2008年、全国選抜大会7年連続出場

## 系列校
- 東京都市大学
- 東京都市大学付属中学校・高等学校
- 東京都市大学等々力中学校・高等学校
- 東京都市大学付属小学校
- 東京都市大学二子幼稚園

## 交通
- 塩尻駅より徒歩約20分。
- オンデマンドバス のるーと塩尻

塩尻北部線（塩尻市地域振興バス）で塩尻駅から約11分。

## 主な出身者

### 芸能界
- 滝沢沙織
- 澤本夏輝　（FANTASTICS from EXILE TRIBE）

### 野球
- 伊藤優
- 小池秀郎
- 吉野公浩[要出典]
- 米山学
- 中原恵司
- 菊池涼介
- 今野瑠斗

#### サッカー
- 小松憲太
- 寺沢優太

### バレーボール
- 松尾奈津子
- 髙相みな実
- 狩野亜衣

## 著名な教職員・関係者
- 大輪弘之 - 同校硬式野球部元監督